# Hiệp hội nhà soạn nhạc Nhật Bản
Hiệp hội các nhà soạn nhạc Nhật Bản, hay JACOMPA (作曲家 trong tiếng Nhật) là một tổ chức của các nhà soạn nhạc Nhật Bản được thành lập vào năm 1959. Trong số các thành viên thuộc hiệp hội, có một số nhà soạn nhạc nổi tiếng nhất của Nhật Bản về âm nhạc cổ điển đương đại.

## Chủ tịch
- Masao Koga (1958–1978)
- Ryoichi Hattori (1978–1993)
- Tadashi Yoshida (1993–1997)
- Toru Funamura (1997–2005)
- Minoru Endo (2005–2008)
- Takashi Miki (2008–2009)
- Katsuhisa Hattori (2009-2013)
- Gendai Kano (2013-)